# Coti-Chiavari
Coti-Chiavari (korsisch Coti è Chjavari) ist eine Gemeinde mit 731 Einwohnern (Stand: 1. Januar 2022) auf der Mittelmeerinsel Korsika. Sie gehört zum Département Corse-du-Sud, zum Arrondissement Ajaccio und zum Kanton Taravo-Ornano.

## Geografie
Coti-Chiavari liegt im Südwesten der Insel, grenzt dort an das Mittelmeer auf 614 m über dem Meeresspiegel und besteht aus den Dörfern Coti-Chiavari, Acqua Doria, Agnone, Pozzaccio, Portigliolo, Ariezza, Cardo, Cala-di-Ciglio, Campestra, Erba Mora, Verghia, Figone, Cantone, Cala d'Orzu, Piobarello, Monte Bianco, Piosella, A Castagna, Paccialella, Scopiccia, Murmontagia und Stéfanaccia.
Umgeben wird Coti-Chiavari von den drei Nachbargemeinden und dem Mittelmeer:
| Mittelmeer | Pietrosella                                 |                     |
| Mittelmeer | Kompassrose, die auf Nachbargemeinden zeigt | Cognocoli-Monticchi |
| Mittelmeer | Mittelmeer                                  | Serra-di-Ferro      |

Größere Gemeinden sind Ajaccio in circa 18 Kilometer Luftlinie oder ca. 40 Kilometer Fahrtstrecke entfernt und Sartène in circa 24 Kilometer Luftlinie oder circa 47 Kilometer Fahrtstrecke entfernt. Das Gemeindegebiet erstreckt sich beiderseits eines von Südwest nach Nordost verlaufenden Bergrückens, der Höhen bis knapp unter 650 m ausweist: (von Nord nach Süd): Punta di Gradello, Punta di Malamatina (632 m), Punta di a Chiappa Rossa (623 m), Punta di a Caraponu (624 m), Punta di a Saina (648 m), welches die höchste Erhebung ist. Südlich des Gemeindezentrums fällt die Bergkette flacher ab bis ins Meer: Punta di Pinselli (603 m), Punta di Pozzi (501 m), Teppa Rossa (421 m), Castellu di a Moneta (348 m), U Frate (365 m) und Punta Tonda (280 m).

### Hydrografie
Das Gebiet der Gemeinde ist von einem dichten Netz von Bergbächen durchsetzt, die im Sommer teilweise trockenfallen und von den Berghöhen in das Mittelmeer fließen:
- Ruisseau de Zirione, der eine natürliche Grenze zur Nachbargemeinde  Pietrosella bildet,
- Ruisseau de Petinello,
- Ruisseau de Chioselli,
- Ruisseau de Figoni,
- Ruisseau de Timozollu,
- Ruisseau de Cala d’Orzu,
- Ruisseau de Tafanu und
- der Küstenfluss Butturacci, der eine natürliche Grenze zur Nachbargemeinde Serra-di-Ferro bildet.

### Bodennutzung

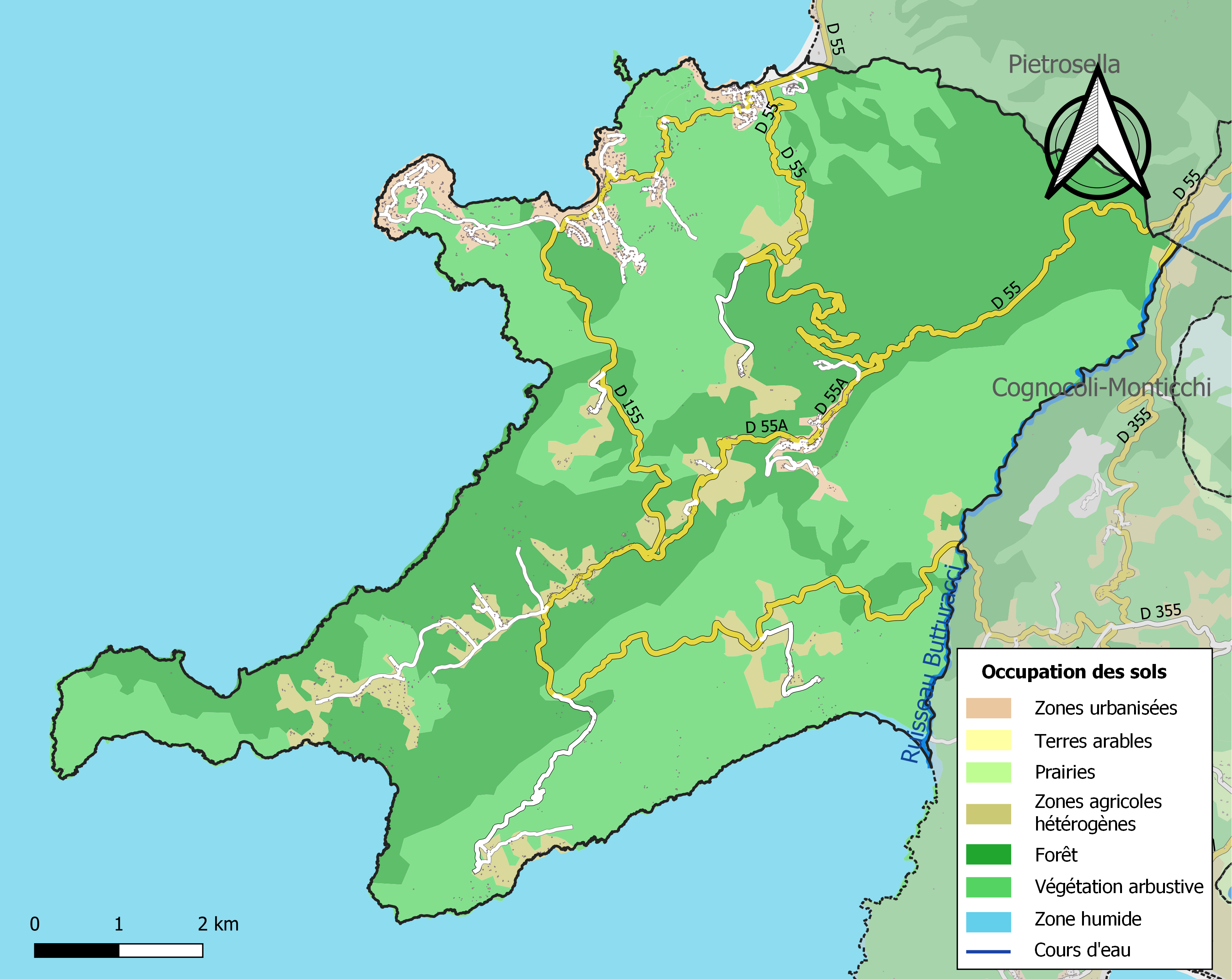
Bodennutzung und Infrastruktur der Gemeinde

Die Bodennutzung der Gemeinde, wie sie aus der europäischen biophysikalischen Landbedeckungsdatenbank CORINE Land Cover (CLC) hervorgeht, ist gekennzeichnet durch Wald und Halbkulturformationen (89,4 % im Jahr 2018). Die detaillierte Verteilung im Jahr 2018 sieht wie folgt aus:

### Natur

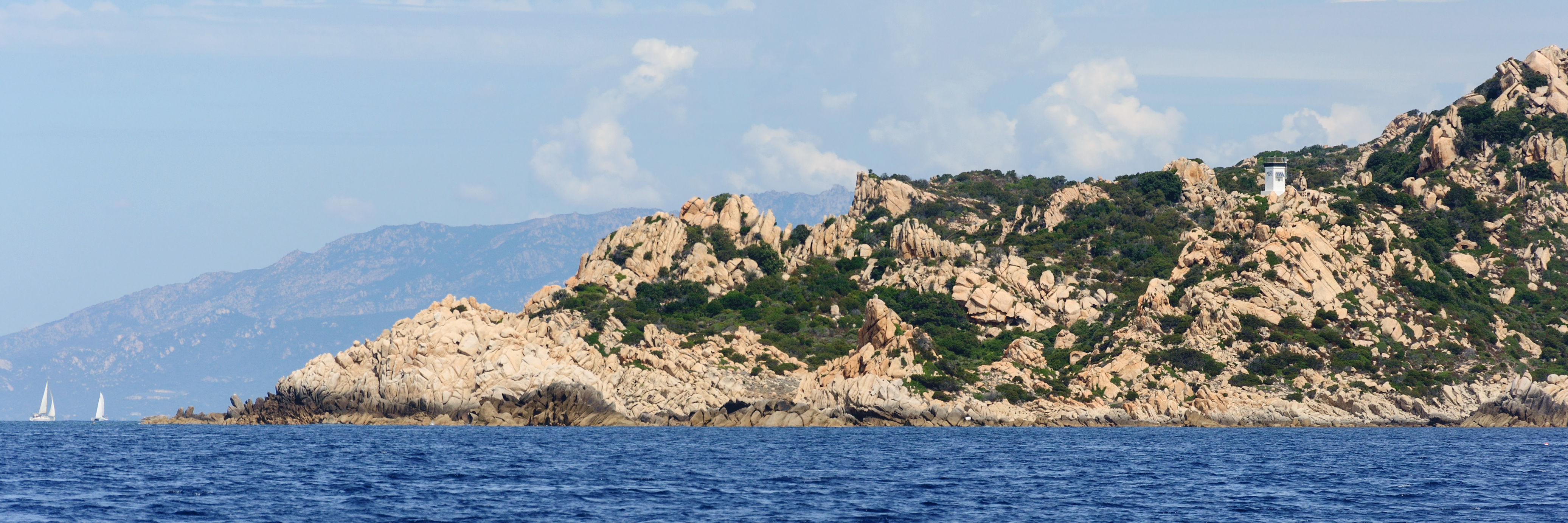
Halbinsel Capu di Muru

Aufgrund der geografischen Lage zwischen Mittelmeer und Bergen gibt es eine Reihe von Schutzgebieten teilweise als (französisch zones naturelles d'intérêt écologique, faunistique et floristique (ZNIEFF)) deklariert, die ganz oder teilweise auf das Gemeindegebiet reichen:
- Capu di Muru (FR1100068), angelegt am 20. Juli 1979, verbreitet sich das Gebiet über die Halbinsel Capu di Muru mit einer gerechneten Größe von 210,28 Hektar.[2]
- Insel Piana (FR3800536), angelegt am 3. November 1997, verbreitet sich das Gebiet über die Insel Piana mit einer offiziellen Größe von 2,7 Hektar.[3]
- Capu di Muru - Capo Neru, das Gebiet verbreitet sich über die Halbinsel Capu di Muru und einen großen Teil der Halbinsel Capu di Muro mit einer Größe von 440 Hektar.[4]
- Düne von Pascialella - Kiefernwald von Verghia, das Gebiet erstreckt sich auch über einen Teil der nördlichen Nachbargemeinde Pietrosella über die gleichnamigen Düne mit einer Größe von 14 Hektar.[5]
- Düne und Feuchtzone von Cupabia, das Gebiet erstreckt sich auch über einen Teil der südöstlichen Nachbargemeinde Serra-di-Ferro über die Küste am Ende der Bucht von Cupabia mit einer Größe von 35 Hektar.[6]
- Wald von Chiavari, erstreckt sich mit einer Größe von 2809 Hektar auch über Teilen der Nachbargemeinden Pietrosella, Cognocoli-Monticchi und Serra-di-Ferro auf Höhen von 10 m bis auf 661 m.[7]
- Insel Piana, das Gebiet bedeckt die Insel Piana mit einer Größe von 2 Hektar.[8]
- Lariola/Coti-Chiavari, das Gebiet von 25 Hektar befindet sich an der Küste gegenüber der Insel Piana.[9]

## Geschichte
Das 1072 errichtete Erzbistum Pisa hatte damals alle Bistümer Korsikas als Suffragandiözese. In der Hoffnung, den Streitigkeiten zwischen Genuesen und Pisanern ein Ende zu bereiten, erhob Papst Innozenz II. 1133 das Bistum Genua als Erzdiözese. Er übertrug dem Erzbischof von Pisa die Bistümer Aléria, Ajaccio und Sagone und dem Erzbischof von Genua die Bistümer Mariana, Nebbio und Accia. Coti-Chiavari befand sich in der Pieve von Ornano im ehemaligen Bistum Ajaccio.
Im zwölften Jahrhundert wurden die Raimondacci Herrscher der Piève von Ornano, die sie von den Biancolacci übernahmen. Dann kam der Krieg mit den benachbarten Herren mit dem Resultat, dass den Raimondacci nur noch die Burg von Ornano mit einigen Nachbardörfern und die an der Küste erbaute Burg von Coti blieb.
Im 13. Jahrhundert eroberte Giudice della Rocca die Burg von Ornano, die von einem der Raimondacci besetzt war, der sie den Biancolacci abgenommen hatte. Die Raimondacci, zu schwach, um den Streitkräften von Giudice an diesem Ort zu widerstehen, evakuierten Ornano und zogen sich in die Burg von Cozi zurück, wo sie sich ihrerseits unterwarfen. Nachdem Giudice den Raimondacci der Burg von Ornano entrissen und sie mit der Herrschaft in die Hände von Truffetta, seinem Bruder, übergeben hatte, wollte er diesen Herren dennoch eine gewisse Genugtuung verschaffen und entschied, dass die Burg von Ornano die Mitgift sein würde einer ihrer Töchter, die er mit Truffetta heiratete. Aus dieser Ehe stammten später die Herren von Ornano ab.
Im Juli 1290 landete Nicolò Boccanegra mit genuesischen Truppen auf Korsika. Er verwüstete die Pieve Ornano, Istria und die Ebene von Talavo.
Im 14. Jahrhundert gab es mehrere Unruhen, in die Graf Arrigo oft verwickelt war. 1393 schickte Genua Battista de Zoaglio als Gouverneur auf die Insel. Sein Vorgänger gab ihm Bastia und Biguglia, dann überquerte er auf Befehl der Partner der Maona mit seinen Truppen die Berge und eroberte Cinarca, Lisa, Pipella, Orese, Ornano, Orbichini, Bozzi, Londa, Istria, Ritoreto, la Rocca, Riscia, Cociurpola, Salasco, Baricini und viele andere Burgen, die sich auf dem Gebiet von Cinarcha befanden. Er ließ sie alle zerstören und ließ nur Cinarca zurück, um es zu einem Gerichtsstand zu machen, und Roccapina, das von den Bonifaciern besetzt war.
Um 1520 hatte die Pieve von Ornani etwa 2500 Einwohner. Seine bewohnten Orte waren: Otti (Coti-Chiavari), Cognocoli, lo Poggio de Orgiacana, li Muntichi, Pila, lo Canalle, Vetulbe, Gobio, Guarguallè, Orbellacuni, Melica, Albitregie, Torgia, la Prugia, lo Roseto, Vignale, Santa Maria, lo Cardo, Sorroni, Scioni, Ciliara, lo Forciolo, Calcinagio, Aziloni, Campo, Ampaza, Pascuara, lo Botio, lo Farsedo31.
Im 16. Jahrhundert war Francesco d’Ornano Herr der gleichnamigen Lehnsherrschaft. Seine Tochter Vannina hatte 1548 Sampiero de Bastelica geheiratet.
In dem Krieg, den das mit dem Osmanischen Reichs verbündete Frankreich gegen die mit dem Heiligen Römischen Reichs verbündeten Genuesen führten, brachte Ornano viele Kompanien von Soldaten hervor. Sampiero gründete während seines Krieges gegen Genua vier Kompanien in der Pieve von Ornano, wo er verweilte. Aus seiner Ehe mit Vannina d’Ornano hatte er zwei Söhne, Alfonso d’Ornano, der ihn im Kampf ablöste, und Anton Francesco d’Ornano.
Ende des 16. Jahrhunderts, Anfang des 17. Jahrhunderts verstärkten die Genuesen ihre Verteidigung der Küstenlinie der Insel. Drei genuesische Türme wurden auf Kosten der Gemeinden gebaut: Castagna, Capu di Muru und Capu Neru.
1852 wurde die Gemeinde gegründet unter Abtretung von Gebieten der Gemeinden Campo, Frasseto, Quasquara, Zévaco und Pietrosella, das 1857 selbständig wurde.

## Bevölkerungsentwicklung
| Coti-Chiavari: Einwohnerzahlen von 1861 bis 2016                                                                           | Coti-Chiavari: Einwohnerzahlen von 1861 bis 2016 | Coti-Chiavari: Einwohnerzahlen von 1861 bis 2016 | Coti-Chiavari: Einwohnerzahlen von 1861 bis 2016 | Coti-Chiavari: Einwohnerzahlen von 1861 bis 2016 |
| --- | ------------------------------------------------ | ------------------------------------------------ | ------------------------------------------------ | ------------------------------------------------ |
| Jahr |                                                  |                                                  |                                                  | Einwohner                                        |
| 1861 | 1861                                             |                                                  | 1.171                                            | 1.171                                            |
| 1866 | 1866                                             |                                                  | 1.069                                            | 1.069                                            |
| 1872 | 1872                                             |                                                  | 1.682                                            | 1.682                                            |
| 1876 | 1876                                             |                                                  | 1.928                                            | 1.928                                            |
| 1881 | 1881                                             |                                                  | 1.842                                            | 1.842                                            |
| 1886 | 1886                                             |                                                  | 1.897                                            | 1.897                                            |
| 1891 | 1891                                             |                                                  | 1.714                                            | 1.714                                            |
| 1896 | 1896                                             |                                                  | 1.597                                            | 1.597                                            |
| 1901 | 1901                                             |                                                  | 1.452                                            | 1.452                                            |
| 1906 | 1906                                             |                                                  | 927                                              | 927                                              |
| 1911 | 1911                                             |                                                  | 812                                              | 812                                              |
| 1921 | 1921                                             |                                                  | 735                                              | 735                                              |
| 1926 | 1926                                             |                                                  | 666                                              | 666                                              |
| 1931 | 1931                                             |                                                  | 729                                              | 729                                              |
| 1936 | 1936                                             |                                                  | 686                                              | 686                                              |
| 1946 | 1946                                             |                                                  | 400                                              | 400                                              |
| 1954 | 1954                                             |                                                  | 542                                              | 542                                              |
| 1962 | 1962                                             |                                                  | 259                                              | 259                                              |
| 1968 | 1968                                             |                                                  | 270                                              | 270                                              |
| 1975 | 1975                                             |                                                  | 285                                              | 285                                              |
| 1982 | 1982                                             |                                                  | 340                                              | 340                                              |
| 1990 | 1990                                             |                                                  | 399                                              | 399                                              |
| 1999 | 1999                                             |                                                  | 490                                              | 490                                              |
| 2006 | 2006                                             |                                                  | 677                                              | 677                                              |
| 2011 | 2011                                             |                                                  | 730                                              | 730                                              |
| 2016 | 2016                                             |                                                  | 748                                              | 748                                              |
| Quelle(n): EHESS/Cassini bis 1999, INSEE ab 2006 Anmerkung(en): Ab 1962 offizielle Zahlen ohne Einwohner mit Zweitwohnsitz |                                                  |                                                  |                                                  |                                                  |

Die folgende Grafik zeigt die fortschreitende Überalterung der Bewohner der Gemeinde. Der Anteil der über 60-jährigen (45,9 %) im Jahr 2019 liegt weit über dem entsprechenden Durchschnitt des Départements (30,5 %) und dem Durchschnitt der France métropolitaine mit 26,2 %.
Die folgende Grafik zeigt den Anteil der Erwerbstätigen an den Bewohnern der Gemeinde im erwerbstätigen Alter im Jahr 2019. Dieser Wert (58,5 %) liegt weit unter dem Durchschnitt des Départements (66,3 %) und dem Wert der France métropolitaine (64,7 %).

## Sehenswürdigkeiten
- Genuesertürme
  - Tour de Capo-di-Muro (korsisch Tour de Capu-di-Muru), erbaut zwischen 1580 und 1617, seit 1994 als Monument historique eingeschrieben
  - Tour de Capo-Nero (korsisch Tour de Capu-Neru), vermutlich in der zweiten Hälfte des 16. Jahrhunderts errichtet, seit 1994 als Monument historique eingeschrieben, und
  - Tour de la Castagna
- Pfarrkirche Saint-Jean-Baptiste
- Kapellen Funéraire der Familie Murzi und Sainte-Marie
- Ehemaliger Polizeiposten
- Ehemalige Kaserne
- Ehemaliges Zuchthaus in Chiavari
- Ortsbildprägend ist überdies der Mast des Senders Coti-Chiavari.

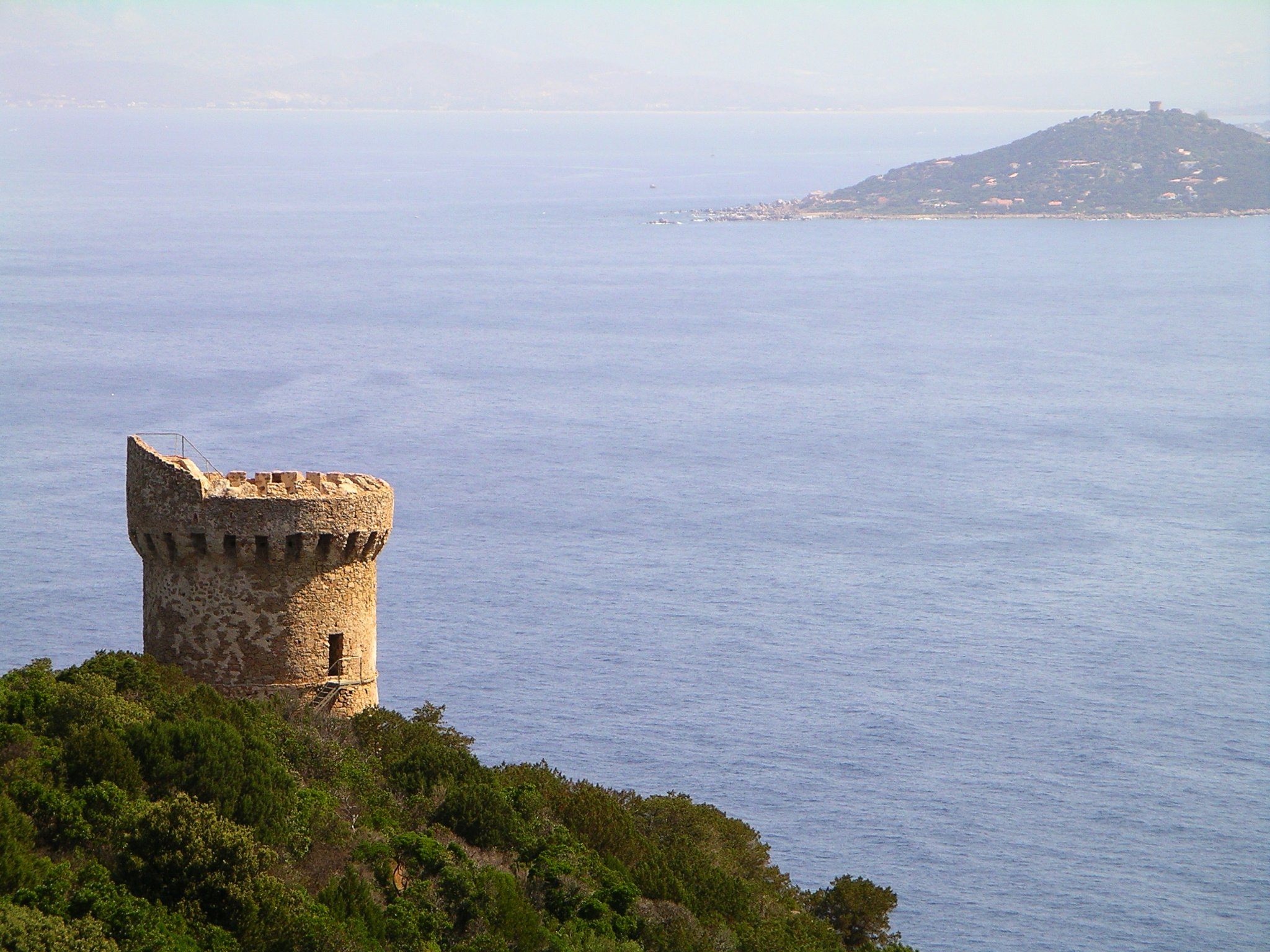
Genueserturm Capo-di-Muro
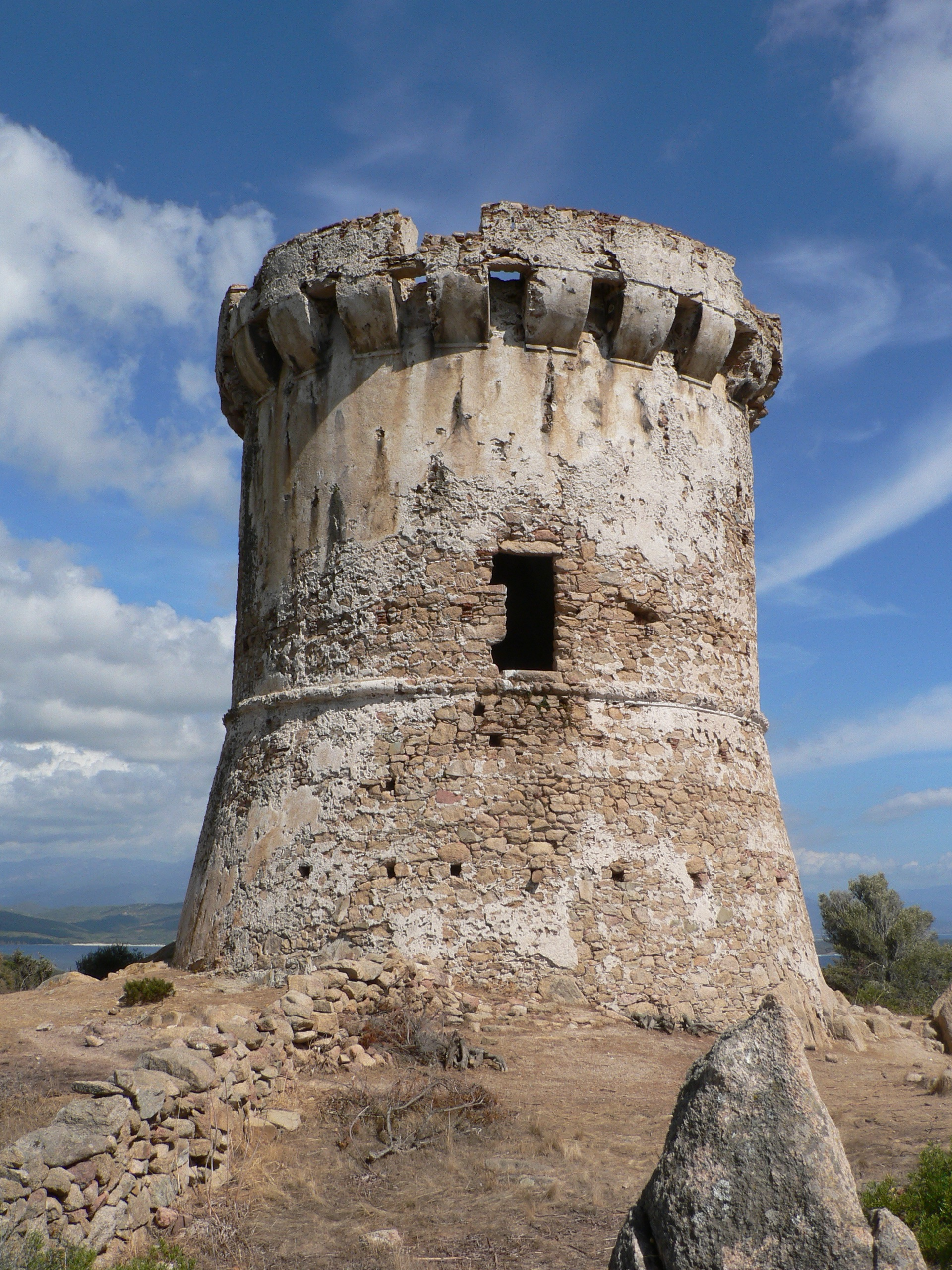
Genueserturm Capo-Nero am Golf von Valinco
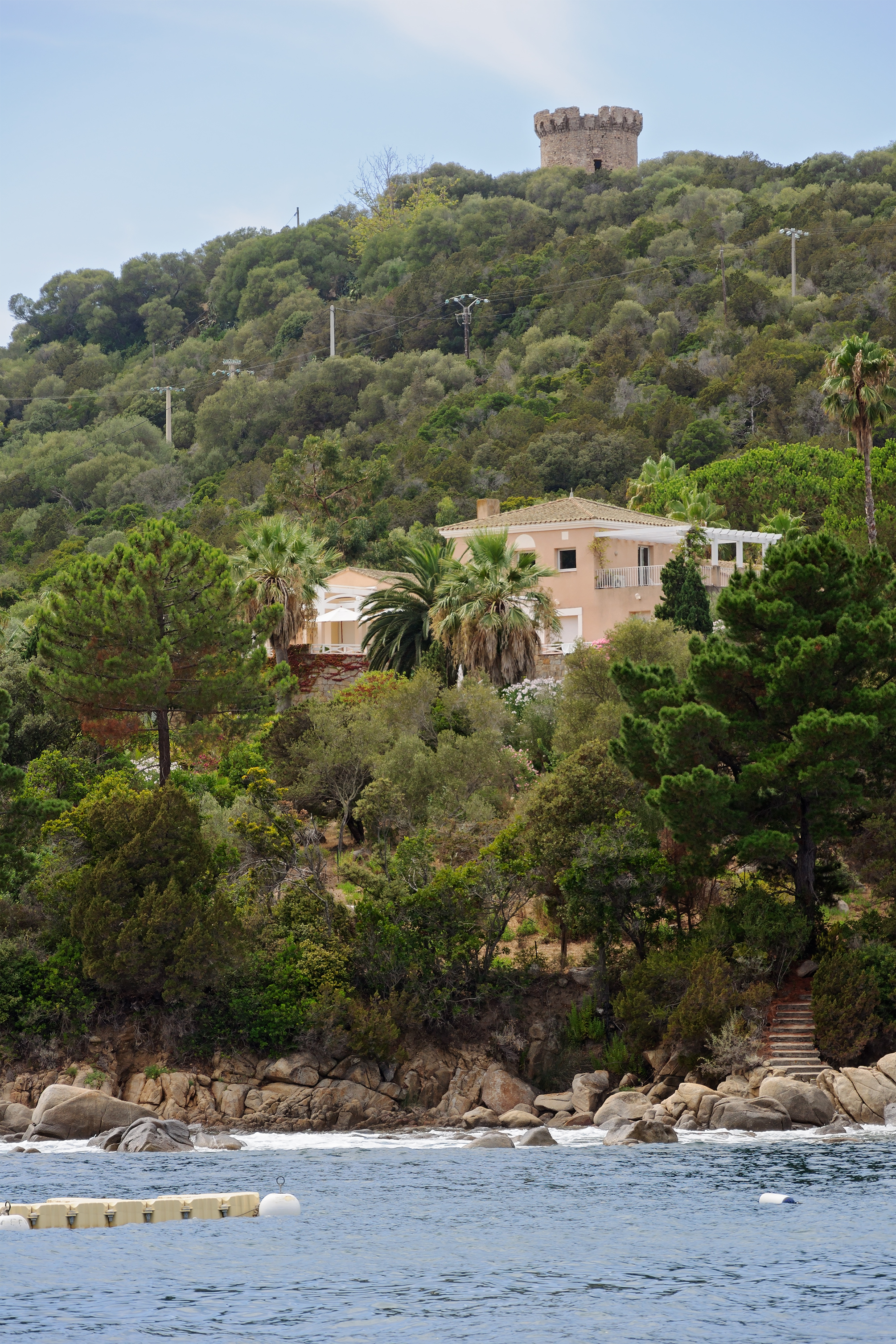
Genueserturm Tour de la Castagna
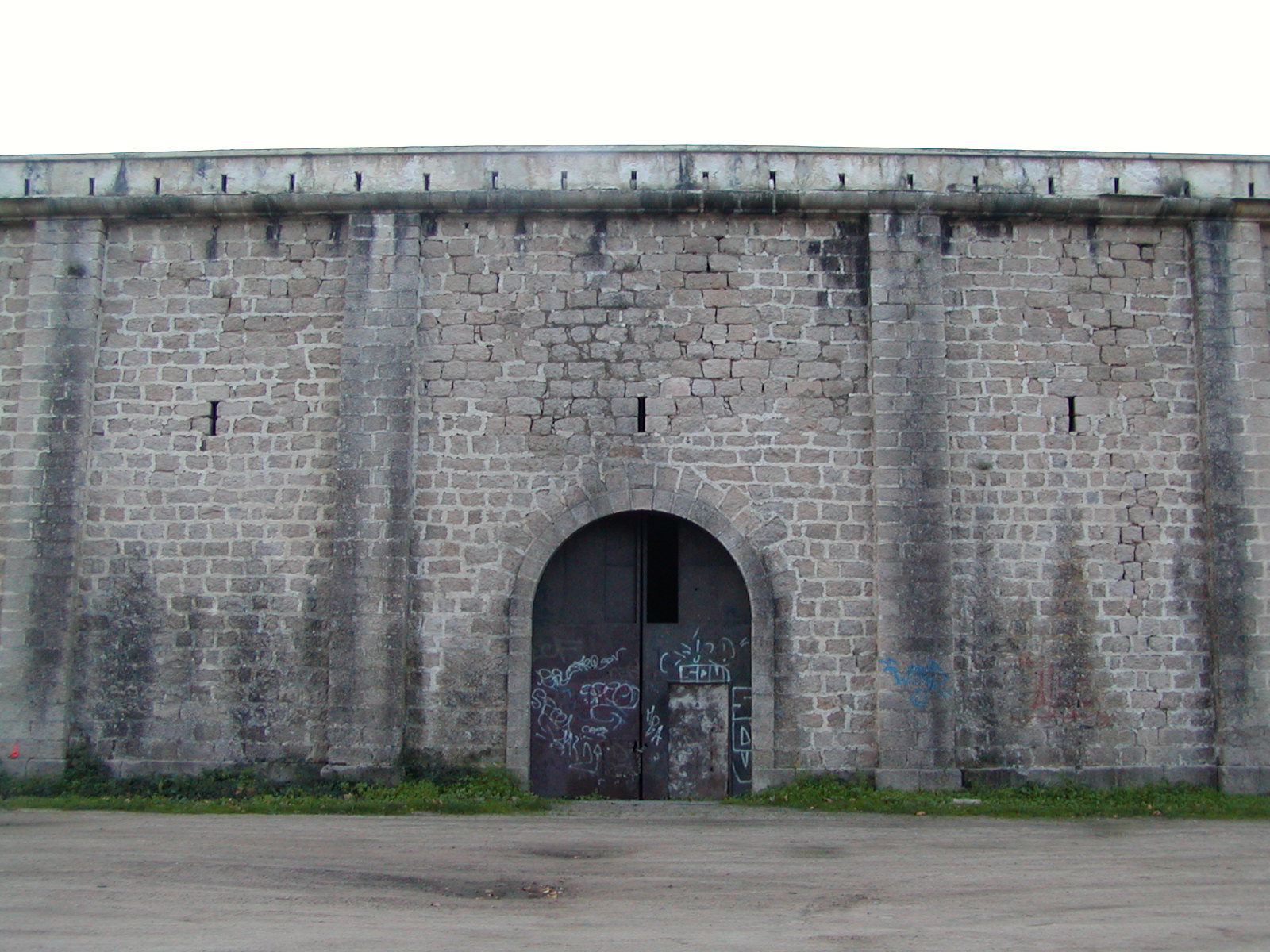
Ehemaliges Zuchthaus
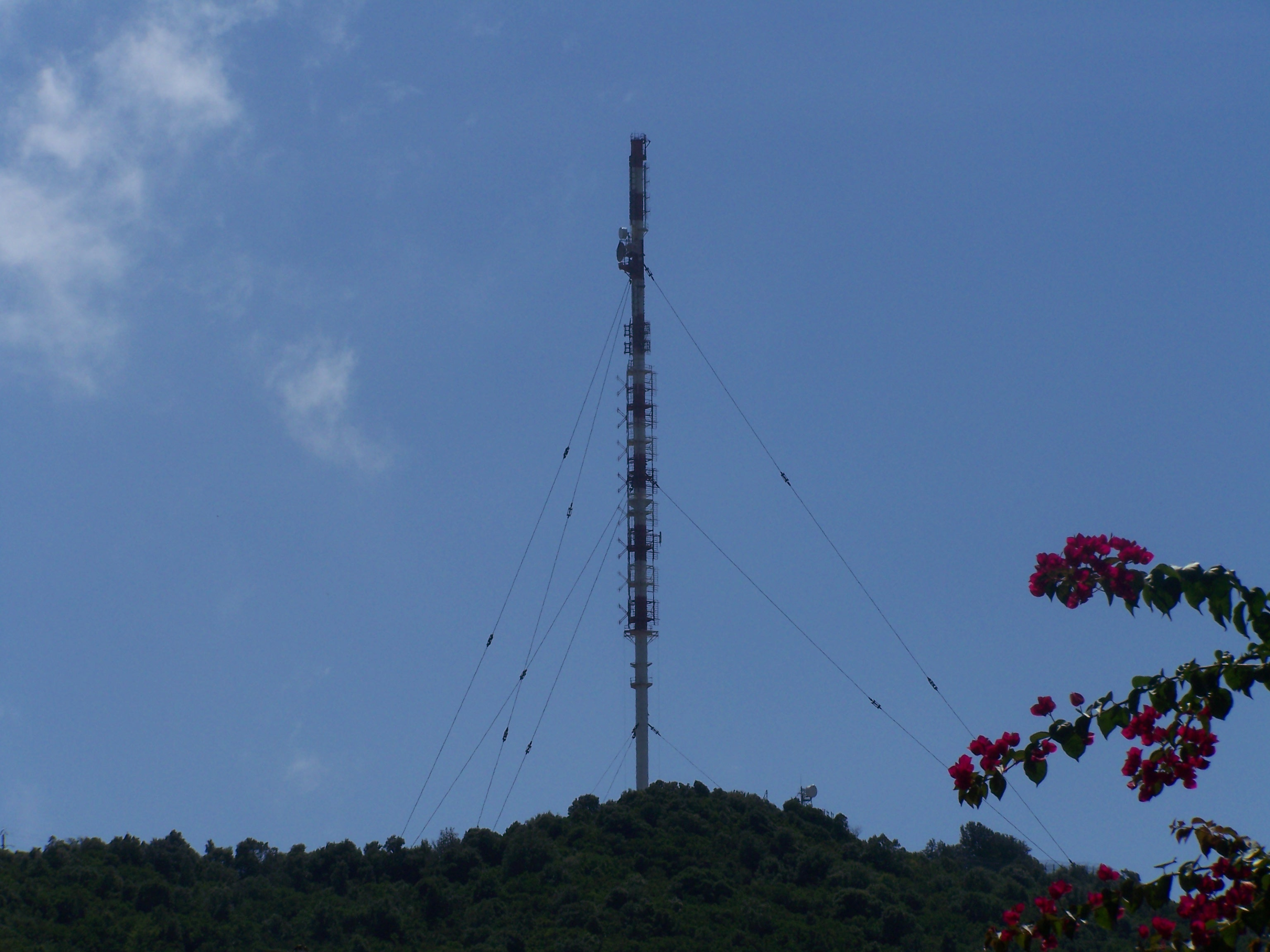
Mast des Senders Coti-Chiavari

## Sport und Freizeit
Der Fernwanderweg Mare e Monti Sud zwischen Porticcio, einem Weiler von Grosseto-Prugna, und Propriano durchquert das Gemeindegebiet.

## Wirtschaft

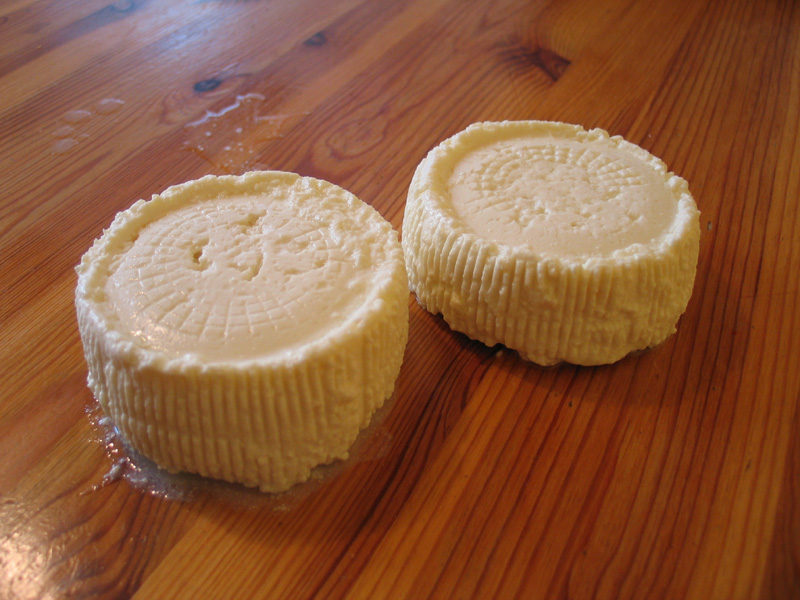
Brocciu-Käse

Coti-Chiavari liegt in den Zonen AOC
- der Weine der Appellation Ajaccio weiß, rosé und rot,
- der Weine der Appellation Vin de Corse weiß, rosé und rot,
- des Brocciu, ein Käse aus Schaf- oder Ziegenmilch,
- des Coppa de Corse, gesalzener, getrockneter und gereifter Schweinekamm,
- des Lonzo de Corse, gesalzenes, getrocknetes und gereiftes Schweinefilet,
- des Jambon sec de Corse oder Prisuttu, gesalzener, getrockneter und gereifter Schinken,
- des Honig (frz. Miel de Corse, korsisch Mele di Corsica) und
- des Olivenöls (frz. Huile d’olive de Corse, korsisch Oliu di Corsica)

Die Branchen mit den meisten Betrieben der Gemeinde außerhalb der Landwirtschaft sind (Stand: 31. Dezember 2020):
- Handel, Transport, Beherbergung und Gastronomie (29,3 %)
- Freiberufliche, wissenschaftliche und technische sowie administrative und unterstützende Dienstleistungen (24,7 %)
- Bauwirtschaft (22,7 %)

Der Tourismus der Gemeinde wird unterstützt von (Stand: 1. Januar 2023):
- 14 Restaurants,
- Zwei Hotels mit einer Gesamtkapazität von 31 Zimmern,
- Einem Campingplatz mit 163 Stellplätzen und
- Einer Ferienresidenz mit 51 Betten

## Verkehr
Coti-Chiavari ist fernab von übergeordneten Straßen Korsikas. Die Route départementale D55 führt von der Route territoriale 40 (Ajaccio–Bonifacio) in das Gebiet der Gemeinde von Nordosten hinein, etwas nordöstlich des Zentrums der Gemeinde nach Norden abknickend hinunter zum Weiler Verghia, dem ehemaligen Hafen von Chiavari. Nach Norden hin abknickend folgt die D55 der Küste bis kurz vor Ajaccio. Nordöstlich des Dorfes Coti-Chiavari zweigt die D55a von der D55 ab und führt durch das Zentrum bis zur Kreuzung mit der D155, die Verghia mit Serra-di-Ferro verbindet.

## Persönlichkeiten

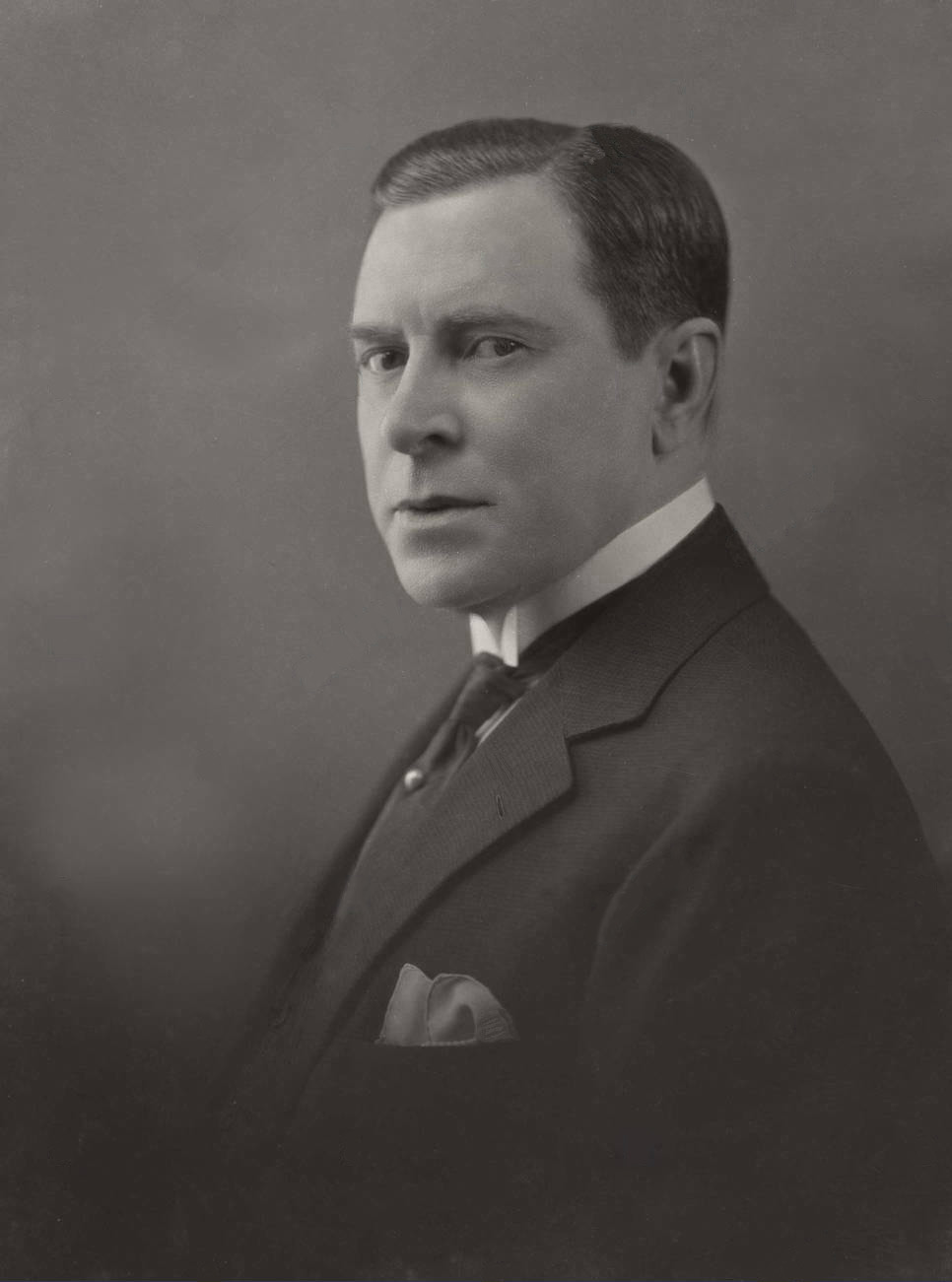
François Coty, 1910

- Henri Antona (* 21. November 1935), Bürgermeister der Gemeinde seit 1971
- Patrick Fiori (* 23. September 1969 in Marseille), französischer Songwriter und Interpret, heiratete am 28. Juni 2008 die Komponistin und Model Ariane Quatrefages im Bürgermeisteramt der Gemeinde
- François Coty (* 3. Mai 1874 in Ajaccio als Joseph Marie François Spoturno; † 25. Juli 1934  in Louveciennes bei Paris) war ein französischer Parfümeur und Industrieller sowie Zeitungsverleger. Er nahm den Namen seiner Mutter, Coty (abgewandelt von Coti), an und vermachte nach seinem Tod der Gemeinde Coti-Chiavari eine Million Francs.[18]